# 徐祥 (1993年)
徐祥（1993年—），上海人，滑稽戏演员、沪剧演员、上海话视频博主。
15岁時，徐祥進入上海戏剧学院附属戏曲学校学习，並开始学滑稽戏。
2019年，徐祥加入上海沪剧院。2020年2月，因为受COVID19疫情影響，徐祥無法出門上班，他就注册了一個抖音账号，開始發佈沪语短视频。过了九个月，徐祥的賬戶就有100万個粉絲。2021年，徐祥从上海沪剧院辞职，開始專門從事製作短视频。

## 影视作品
- 2025年《酱园弄》演纱厂主管[5]